# Scottish Premier League (2006/2007)
Scottish Premier League (2006/07) – był to 110. sezon szkockiej pierwszej klasy rozgrywkowej w piłce nożnej. Sezon rozpoczął się 29 lipca 2006, a zakończył się 20 maja 2007. 
Tytuł mistrzowski obronił Celtic, dla którego był to 41. tytuł mistrzowski w historii klubu. Tytuł króla strzelców zdobył Kris Boyd, który strzelił 20 bramek.

## Zasady rozgrywek
W rozgrywkach Scottish Premier League brało udział 12 zespołów, które grały ze sobą łącznie po 3 spotkania (kolejki 1–33). 
Zgodnie z zasadami obowiązującymi w lidze szkockiej, po rozegraniu 33. kolejek liga została podzielona na dwie części - spadkową i mistrzowską. Każda z drużyn w danej grupie zagrała mecze z pozostałą piątką zespołów ze swojej części tabeli.

## Drużyny
| Uczestnicy poprzedniej edycji                                                                                 | Uczestnicy poprzedniej edycji | Uczestnicy poprzedniej edycji | Uczestnicy poprzedniej edycji |
| --- | ----------------------------- | ----------------------------- | ----------------------------- |
| CEL | Celtic                        | 1                             |                               |
| HRT | Heart of Midlothian           | 2                             |                               |
| RAN | Rangers                       | 3                             |                               |
| HIB | Hibernian                     | 4                             |                               |
| KIL | Kilmarnock                    | 5                             |                               |
| ABR | Aberdeen                      | 6                             |                               |
| ICT | Inverness Caledonian Thistle  | 7                             |                               |
| MTH | Motherwell                    | 8                             |                               |
| DNU | Dundee United                 | 9                             |                               |
| FLK | Falkirk                       | 10                            |                               |
| DNF | Dunfermline Athletic          | 11                            |                               |
| Awans z Scottish First Division 2005/2006                                                                     |                               |                               |                               |
| STM | St. Mirren                    | 1                             |                               |
| Oznaczenia: - kolumna pierwsza – skróty nazw drużyn, - kolumna trzecia – miejsce zajęte w poprzednim sezonie. |                               |                               |                               |

## Stadiony
| Miasto      | Stadion             | Klub                         | Pojemność |
| ----------- | ------------------- | ---------------------------- | --------- |
| Aberdeen    | Pittodrie Stadium   | Aberdeen                     | 20 866    |
| Dundee      | Tannadice Park      | Dundee United                | 14 223    |
| Dunfermline | East End Park       | Dunfermline Athletic         | 12 509    |
| Edynburg    | Tynecastle Stadium  | Heart of Midlothian          | 17 420    |
| Edynburg    | Easter Road Stadium | Hibernian                    | 16 531    |
| Falkirk     | Falkirk Stadium     | Falkirk                      | 7 937     |
| Glasgow     | Celtic Park         | Celtic                       | 60 411    |
| Glasgow     | Ibrox Stadium       | Rangers                      | 50 817    |
| Inverness   | Caledonian Stadium  | Inverness Caledonian Thistle | 7 500     |
| Kilmarnock  | Rugby Park          | Kilmarnock                   | 17 889    |
| Motherwell  | Fir Park            | Motherwell                   | 13 677    |
| Paisley     | St. Mirren Park     | St. Mirren                   | 10 800    |

## Tabela końcowa
| Lp. | Drużyna                      | M  | Z  | R  | P  | Bramki | Bramki | Różn. | Pkt | Uwagi                                         |
| --- | ---------------------------- | -- | -- | -- | -- | ------ | ------ | ----- | --- | --------------------------------------------- |
| 1   | Celtic (M, P)                | 38 | 26 | 6  | 6  | 65     | 34     | +31   | 84  | Liga Mistrzów UEFA • III runda kwalifikacyjna |
| 2   | Rangers                      | 38 | 21 | 9  | 8  | 61     | 32     | +29   | 72  | Liga Mistrzów UEFA • II runda kwalifikacyjna  |
| 3   | Aberdeen                     | 38 | 19 | 8  | 11 | 55     | 38     | +17   | 65  | Puchar UEFA • 1R                              |
| 4   | Heart of Midlothian          | 38 | 17 | 10 | 11 | 47     | 35     | +12   | 61  |                                               |
| 5   | Kilmarnock                   | 38 | 16 | 7  | 15 | 47     | 54     | −7    | 55  |                                               |
| 6   | Hibernian                    | 38 | 13 | 10 | 15 | 56     | 46     | +10   | 49  |                                               |
|     |                              |    |    |    |    |        |        |       |     |                                               |
| 7   | Falkirk                      | 38 | 15 | 5  | 18 | 49     | 47     | +2    | 50  |                                               |
| 8   | Inverness Caledonian Thistle | 38 | 11 | 13 | 14 | 42     | 48     | −6    | 46  |                                               |
| 9   | Dundee United                | 38 | 10 | 12 | 16 | 40     | 59     | −19   | 42  |                                               |
| 10  | Motherwell                   | 38 | 10 | 8  | 20 | 41     | 61     | −20   | 38  |                                               |
| 11  | St. Mirren                   | 38 | 8  | 12 | 18 | 31     | 51     | −20   | 36  |                                               |
| 12  | Dunfermline Athletic (S)     | 38 | 8  | 8  | 22 | 26     | 55     | –29   | 32  | Puchar UEFA • II runda kwalifikacyjna         |
| 12  | Dunfermline Athletic (S)     | 38 | 8  | 8  | 22 | 26     | 55     | –29   | 32  | Spadek do Scottish First Division             |

## Wyniki spotkań

### Mecze 1-22
| Gospodarz \ Gość             | ABR | CEL | DNU | DNF | FLK | HRT | HIB | ICT | KIL | MTH | RAN | STM |
| Aberdeen                     |     | 0:1 | 3:1 | 1:0 | 2:1 | 1:3 | 2:1 | 1:1 | 3:1 | 2:1 | 1:2 | 2:0 |
| Celtic                       | 1:0 |     | 2:2 | 1:0 | 1:0 | 2:1 | 2:1 | 3:0 | 4:1 | 2:1 | 2:0 | 2:0 |
| Dundee United                | 3:1 | 1:4 |     | 0:0 | 1:2 | 0:1 | 0:3 | 3:1 | 1:0 | 1:1 | 2:1 | 1:0 |
| Dunfermline Athletic         | 0:3 | 1:2 | 2:1 |     | 0:3 | 1:2 | 0:4 | 0:0 | 3:2 | 0:2 | 1:1 | 2:1 |
| Falkirk                      | 0:2 | 0:1 | 5:1 | 1:0 |     | 1:1 | 2:1 | 3:1 | 1:2 | 0:1 | 1:0 | 1:1 |
| Heart of Midlothian          | 0:1 | 2:1 | 4:0 | 1:1 | 0:0 |     | 3:1 | 4:1 | 0:2 | 4:1 | 0:1 | 0:1 |
| Hibernian                    | 1:1 | 2:2 | 2:1 | 2:0 | 0:1 | 2:2 |     | 2:0 | 2:2 | 3:1 | 2:1 | 5:1 |
| Inverness Caledonian Thistle | 1:1 | 1:1 | 0:0 | 1:0 | 3:2 | 0:0 | 0:0 |     | 3:4 | 0:1 | 2:1 | 1:2 |
| Kilmarnock                   | 1:0 | 1:2 | 0:0 | 5:1 | 2:1 | 0:0 | 2:1 | 1:1 |     | 1:2 | 2:2 | 1:1 |
| Motherwell                   | 0:2 | 1:1 | 2:3 | 2:1 | 4:2 | 0:1 | 1:6 | 1:4 | 5:0 |     | 1:2 | 0:0 |
| Rangers                      | 1:0 | 1:1 | 2:2 | 2:0 | 4:0 | 2:0 | 3:0 | 0:1 | 3:0 | 1:1 |     | 1:1 |
| St. Mirren                   | 1:1 | 1:3 | 1:3 | 0:0 | 1:0 | 2:2 | 1:0 | 1:1 | 0:1 | 2:0 | 2:3 |     |

Źródło: SPFL.co.uk
Objaśnienia:
1Drużyna gospodarzy jest wymieniona po lewej stronie tabeli.
Kolory: zielony – zwycięstwo gospodarzy, żółty – remis, różowy – zwycięstwo gości.

### Mecze 23-33
| Gospodarz \ Gość             | ABR | CEL | DNU | DNF | FLK | HRT | HIB | ICT | KIL | MTH | RAN | STM |
| Aberdeen                     |     | 1:2 | 2:4 | 3:0 |     | 1:0 |     | 1:1 |     |     |     |     |
| Celtic                       |     |     |     | 2:1 |     |     | 2:1 |     | 4:0 | 2:0 | 0:1 | 3:1 |
| Dundee United                |     | 0:3 |     | 0:0 | 1:5 |     | 0:0 |     |     | 1:1 |     |     |
| Dunfermline Athletic         |     |     |     |     |     | 0:1 | 1:0 |     | 1:1 |     | 0:1 | 0:0 |
| Falkirk                      | 1:2 | 1:0 |     | 1:0 |     |     |     |     | 0:2 | 1:2 |     | 2:1 |
| Heart of Midlothian          |     | 1:4 | 0:4 |     | 1:0 |     |     | 1:0 | 1:0 |     |     | 1:1 |
| Hibernian                    | 0:0 |     |     |     | 2:0 | 0:1 |     |     |     | 2:0 | 0:2 |     |
| Inverness Caledonian Thistle |     | 1:2 | 1:0 | 1:3 | 1:1 |     | 3:0 |     |     |     |     | 2:1 |
| Kilmarnock                   | 1:2 |     | 1:0 |     |     |     | 0:2 | 3:2 |     |     | 1:3 |     |
| Motherwell                   | 0:2 |     |     | 2:0 |     | 0:2 |     | 1:0 | 0:1 |     | 0:1 |     |
| Rangers                      | 3:0 |     | 5:0 |     | 2:1 | 0:0 |     | 1:1 |     |     |     |     |
| St. Mirren                   | 0:2 |     | 0:1 |     |     |     | 1:1 |     | 0:2 | 0:0 | 0:1 |     |

Źródło: SPFL.co.uk
Objaśnienia:
1Drużyna gospodarzy jest wymieniona po lewej stronie tabeli.
Kolory: zielony – zwycięstwo gospodarzy, żółty – remis, różowy – zwycięstwo gości.

### Mecze 34–38
Po 33 meczach nastąpił podział na dwie grupy: mistrzowską i spadkową. W obu grupach każdy z zespołów rozgrywał po 5 spotkań, które zaliczane były do tabeli ligowej sprzed podziału. Zespoły grające w grupie mistrzowskiej były klasyfikowane na koniec sezonu na pozycjach 1-6, a zespoły grupy spadkowej na miejscach 7-12 niezależnie od liczby punktów zdobytych w sezonie.
| Gospodarz \ Gość    | ABR | CEL | HRT | HIB | KIL | RAN |
| Aberdeen            |     |     |     | 2:2 | 3:0 | 2:0 |
| Celtic              | 2:1 |     | 1:3 |     |     |     |
| Heart of Midlothian | 1:1 |     |     | 2:0 |     |     |
| Hibernian           |     | 2:1 |     |     | 0:1 | 3:3 |
| Kilmarnock          |     | 1:3 | 1:0 |     |     |     |
| Rangers             |     | 2:0 | 2:1 |     | 0:1 |     |

| Gospodarz \ Gość             | DNU | DNF | FLK | ICT | MTH | STM |
| Dundee United                |     |     |     | 1:1 | 0:0 | 0:2 |
| Dunfermline Athletic         | 1:0 |     | 0:3 |     | 4:1 |     |
| Falkirk                      | 2:0 |     |     | 1:0 |     | 0:2 |
| Inverness Caledonian Thistle |     | 2:1 |     |     | 2:0 |     |
| Motherwell                   |     |     | 3:3 |     |     | 2:3 |
| St. Mirren                   |     | 0:1 |     | 0:1 |     |     |

## Tabela strzelców
| Zawodnik          | Drużyna             | Mecze | Bramki | Średnia |
| ----------------- | ------------------- | ----- | ------ | ------- |
| Kris Boyd         | Rangers             | 32    | 20     | 0.63    |
| Scott McDonald    | Motherwell          | 32    | 15     | 0.47    |
| Steven Naismith   | Kilmarnock          | 37    | 15     | 0.41    |
| Anthony Stokes    | Falkirk             | 16    | 14     | 0.86    |
| Chris Killen      | Hibernian           | 18    | 13     | 0.72    |
| Darren Mackie     | Aberdeen            | 36    | 13     | 0.36    |
| JV of Hesselink   | Celtic F.C.         | 21    | 13     | 0.62    |
| Colin Nish        | Kilmarnock          | 33    | 12     | 0.36    |
| Charlie Adam      | Rangers             | 32    | 11     | 0.34    |
| Barry Robson      | Dundee United       | 29    | 11     | 0.38    |
| John Sutton       | St. Mirren          | 33    | 11     | 0.33    |
| Craig Dargo       | Inverness CT        | 27    | 10     | 0.37    |
| Noel Hunt         | Dundee United       | 28    | 10     | 0.36    |
| Steve Lovell      | Aberdeen            | 27    | 9      | 0.33    |
| Shunsuke Nakamura | Celtic F.C.         | 37    | 9      | 0.24    |
| Andrius Velicka   | Heart of Midlothian | 27    | 8      | 0.30    |

## Widzowie na trybunach
Średnia liczba widzów na meczach SPL w sezonie 2006/07 jest przedstawiona poniżej:
| Klub                 | Średnia | Najwyższa |
| -------------------- | ------- | --------- |
| Celtic F.C.          | 57,928  | 59,659    |
| Rangers              | 49,955  | 50,488    |
| Hearts               | 16,937  | 17,369    |
| Hibernian            | 14,587  | 16,747    |
| Aberdeen             | 12,475  | 20,045    |
| Dundee United        | 7,147   | 12,329    |
| Kilmarnock           | 6,807   | 13,506    |
| Dunfermline Athletic | 6,106   | 8,561     |
| Motherwell           | 5,877   | 11,745    |
| St. Mirren           | 5,609   | 10,251    |
| Falkirk              | 5,387   | 7,245     |
| Inverness CT         | 4,879   | 7,522     |

## Nagrody
| Miesiąc     | Trener                               | Zawodnik                                 | Młody zawodnik               |
| ----------- | ------------------------------------ | ---------------------------------------- | ---------------------------- |
| sierpień    | Jim Jefferies (Kilmarnock)           | Russell Latapy (Falkirk)                 | Aiden McGeady (Celtic F.C.)  |
| wrzesień    | Gordon Strachan (Celtic F.C.)        | Allan McGregor (Rangers)                 | Aiden McGeady (Celtic F.C.)  |
| październik | Charlie Christie (Inverness CT)      | Lee Naylor (Celtic F.C.)                 | Anthony Stokes (Falkirk)     |
| listopad    | Craig Levein (Dundee United)         | Russell Anderson (Aberdeen)              | Anthony Stokes (Falkirk)     |
| grudzień    | John Hughes (Falkirk)                | Artur Boruc (Celtic F.C.)                | Darren Barr (Falkirk)        |
| styczeń     | Gordon Strachan (Celtic F.C.)        | Jan Vennegoor of Hesselink (Celtic F.C.) | Christophe Berra (Hearts)    |
| luty        | Maurice Malpas (Motherwell)          | Shunsuke Nakamura (Celtic F.C.)          | Lewis Stevenson (Hibernian)  |
| marzec      | Craig Levein (Dundee United)         | Alan Hutton (Rangers)                    | Steven Naismith (Kilmarnock) |
| kwiecień    | Stephen Kenny (Dunfermline Athletic) | Neil Lennon (Celtic F.C.)                | Mark Reynolds (Motherwell)   |